# منتخب تركيا لكرة السلة للسيدات
منتخب تركيا الوطني لكرة السلة للسيدات هو المنتخب الذي يمثل تركيا في منافسات كرة السلة الدولية للنساء، والذي يقوم إتحاد تركيا لكرة السلة بإدارة شؤونه، أبرز إنجازاته هو فوزه بمركز الوصيف في بطولة أوروبا لكرة السلة للنساء سنة 2011، ويحتل المركز الحادي عشر في تصنيف فيبا لكرة السلة.

## وصلات خارجية
- الموقع الرسمي